# Opløsningsmiddel
|  | "Solvent" dirigeres hertil. Se også Solvens |
Et opløsningsmiddel eller solvent er en flydende fase (gas, væske eller plasma) hvori stoffer kan opløses, således at der dannes en homogen blanding. Det opløste stof kan være et fast stof, en væske eller en gas. Det mest almindeligt kendte opløsningsmiddel er vand, som findes i alle levende organismer.
De fleste opløsningsmidler har lave kogepunkter og kan fjernes ved f.eks. destillation. Herved kan et opløst stof genvindes fra en opløsning. Opløsningsmidler skal derfor være kemisk inerte, dvs. at de ikke må reagere med det opløste stof.
Opløsningsmidler kan bruges til at ekstrahere enkelte eller grupper af stoffer eller substanser fra materialer. Et velkendt eksempel er fremstilling af kaffe og te ved at udtrække velsmagende stoffer fra kaffebønner og teblade med varmt vand.
Opløseligheden af en substans er den maksimale mængde af substansen der kan opløses i et givet opløsningsmiddel ved en bestemt temperatur.

## Organiske opløsningsmidler
Organiske opløsningsmidler er opløsningsmidler som består af organiske forbindelser der indeholder kulstofatomer.
Organiske opløsningsmidler anvendes til mange formål i industrien og i husholdningen, herunder opløsning af fedt (olie, voks mm), maling eller plastik. Det er typisk stoffer som ikke kan opløses med andre typer opløsningsmidler. På grund af deres evne til at opløse organisk materiale, er mange opløsningsmidler skadelige for biologiske organismer, herunder mennesker. Ved kontakt eller indtagelse i koncentreret form og tilpas høje doser, kan organiske opløsningsmidler blandt andet opløse fedtvævet i hjernen og nervesystemet. Derfor er det vigtig at omgås organiske opløsningsmidler med forsigtighed og sørge for god udluftning.
Eksempler på udbredte og velkendte organiske opløsningsmidler:
- Alkohol (sprit, ethanol)
- Benzin
- Acetone
- Xylen